# Новотроєвка (Мелеузівський район)
Новотро́євка (рос. Новотроевка, башк. Яңы Троевка) — присілок у складі Мелеузівського району Башкортостану, Росія. Входить до складу Нордовської сільської ради.
Населення — 6 осіб (2010; 1 в 2002).
Національний склад:
- росіяни — 100%